# Полядвиця

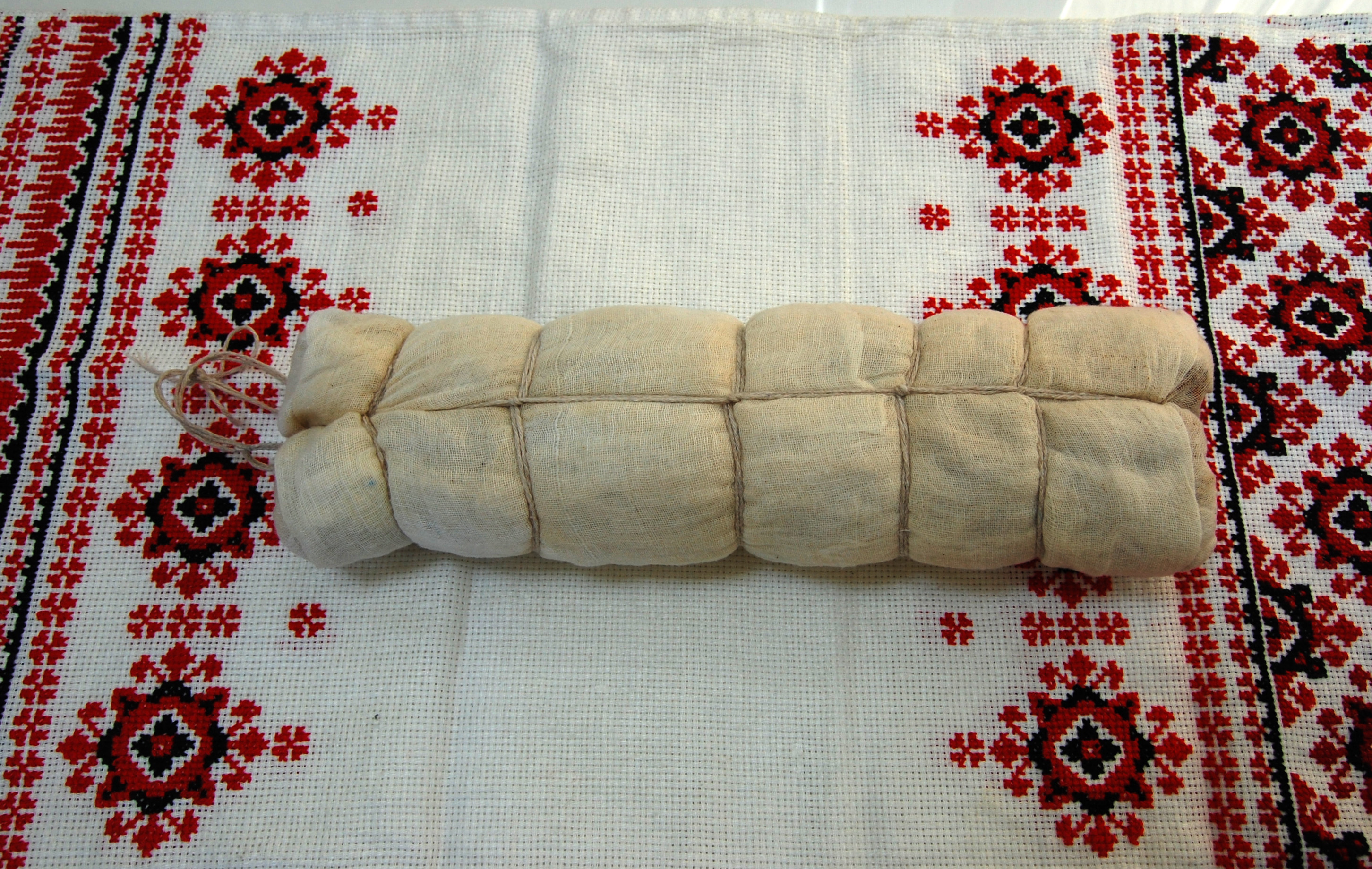
запакувана полядвиця

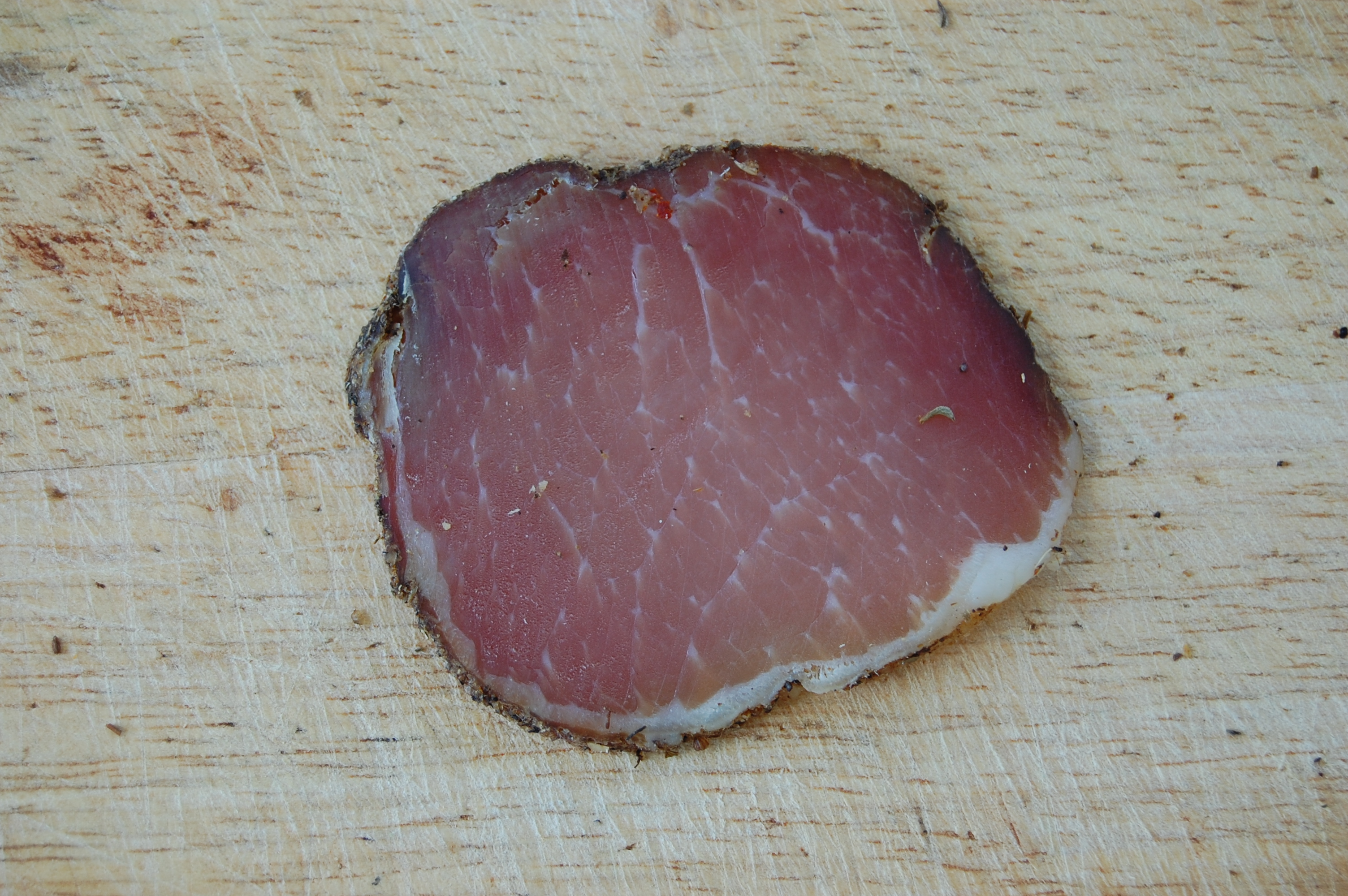
Нарізана полядвиця

Поля́двиця, поля́довиця або поле́ндвиця (пол. polędwica, біл. паляндвіца) — страва польської, білоруської і західноукраїнської кухні.

## Назва

На схемі полядвиця позначена номером 7

Назва походить від слова поляндвиця (філе), пол. polędwica, біл. паляндвіца (частина філе тварини) або польського слова пол. lędźwie (поперек, стегна). В українську мову слово було запозичене з польської мови; існує також думка, що українські форми цього слова є власними. Польське слово «polędwica» утворене за допомогою префікса «po» від іменника «lędźwie» (мн.) — «поперек, крижі, стегна».

## Історія
Філе відокремлювали від чверті туші, починаючи від стегнової кістки і далі вперед таким чином, щоб не пошкодити м'язи шинки. Традиційні копчені полядвиці відразу після осіннього забою витримували кілька днів у крові, відбивали для м'якості і до весни пров'ялювали в осмалених ящиках в холодному приміщенні, посипавши сіллю, селітрою і сумішшю спецій (чорний перець, гвоздика, коріандр та ін.). У березні діставали з ящиків і коптили в волових кишках.
У сучасній мові полядвиця — це в'ялене філе вирізка або філе ковбаса. Робиться з яловичини, іноді свинини або конини (т. зв. «Татарський» варіант). Найкращим способом приготування традиційно вважається копчення, може вживатися сирою (свіжа). Цінується «татарський» варіант — філе з конини, з якого до того ж готують біфштекс по-татарськи. В сучасних Польщі та Білорусі переважає філе зі свинини, яку солять, натирають часником, перцем і іншими запашними приправами; для зав'ялювання заштовхують в гладку кишку або щільно обтискають та обв'язують полотном і вішають у сухому місці. Іноді перед зав'ялюванням тримають в розсолі.